# لاعب كرة سلة
لاعب كرة السلة هي مهنة الاحتراف في اللعب في رياضة كرة السلة.

## وصلات خارجية
- موقع Basketball.com
- موقع Eurobasket
- موقع International Basketball الإليكتروني الذي يتناول كرة السلة الدولية
- موقع Basketball-Reference.com: يتناول إحصائيات كرة السلة وتحليلاتها وتاريخها